# Kigoma (Distrikt)
Kigoma ist ein Distrikt im Westen von Tansania in Ostafrika. Der Verwaltungssitz ist in der Stadt Kigoma. Der Distrikt grenzt im Norden an Burundi, im Osten an den Distrikt Buhigwe, im Südosten an den Distrikt Kasulu, im Süden an den Distrikt Uvinza, im Südwesten an den Distrikt Kigoma Ujiji und im Westen über den Tanganjikasee an die Republik Kongo.

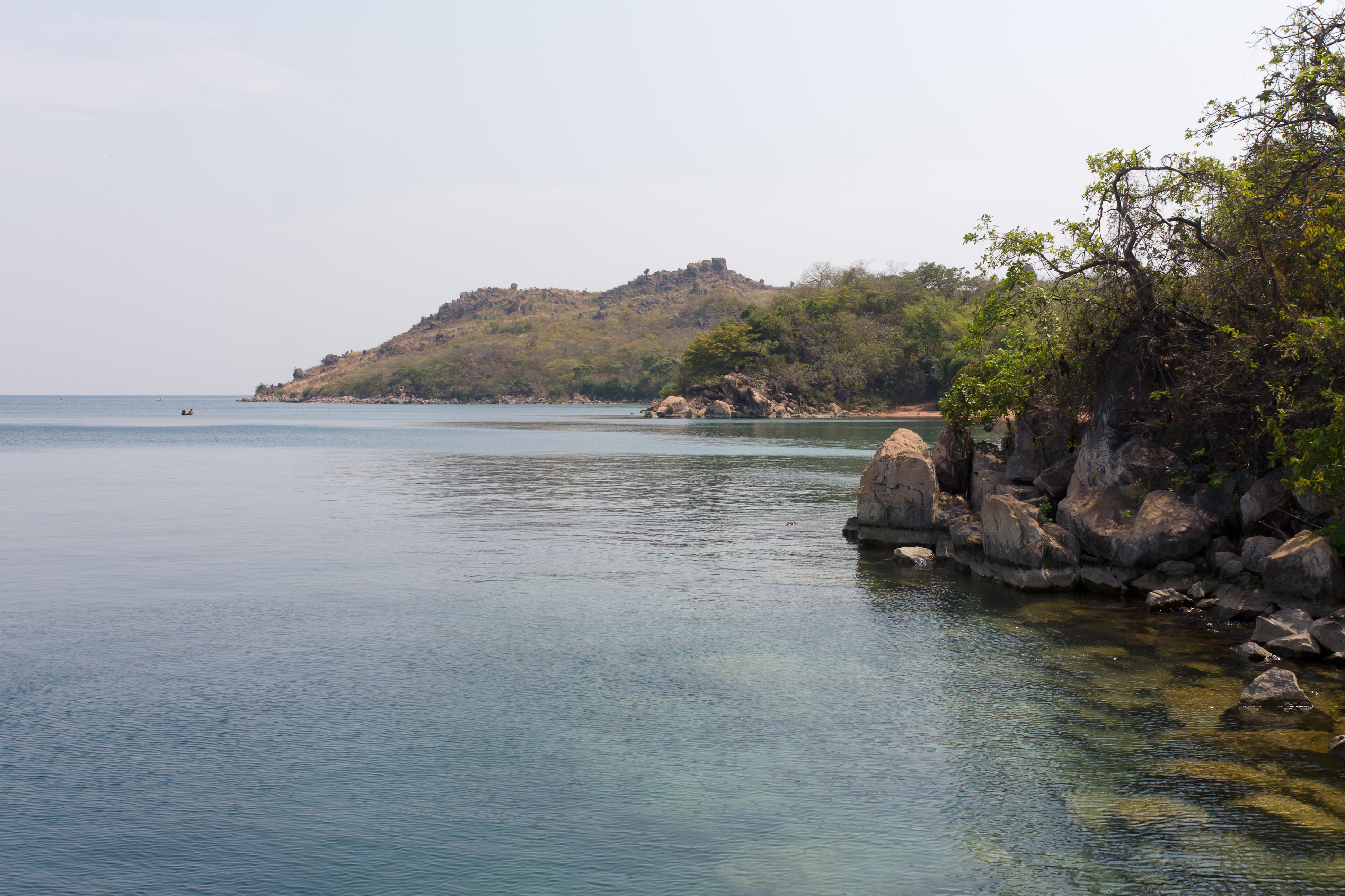
Der Tanganjikasee in Kigoma

## Geographie
Der Distrikt hat eine Fläche von 9396 Quadratkilometer, wovon 1204 Quadratkilometer Wasserfläche des Tanganjikasees sind, und 222.792 Einwohner (Volkszählung 2022). Vom Tanganjikasee im Westen, der 800 Meter über dem Meer liegt, steigt das Land steil bis auf 1800 Meter an. Dann fällt es hügelig zum Fluss Kaseke ab, der südlich der Stadt Kigoma in den Tanganjikasee mündet. Das Klima im Distrikt hängt stark von der Höhenlage ab, ist aber größtenteils tropisch, Aw nach der effektiven Klimaklassifikation. Abhängig von der topographischen Lage regnet es jährlich 600 bis 1600 Millimeter, am meisten in den höheren Lagen. Die Temperaturen variieren zwischen 22 und 32 Grad Celsius.

## Geschichte
In der Zeit des Sklavenhandels war Kigoma ein Gebiet, in dem Sklaven gesammelt wurden. Der Distrikt wurde im Jahr 1982 eingerichtet. Im Jahr 2011 wurde der Distrikt Uvinza abgespalten und Kigoma erhielt seine heutige Form.

## Verwaltungsgliederung
Der Distrikt Kigoma besteht aus dem Wahlkreis (Jimbo) Kigoma Kaskazini und aus 16 Bezirken (Wards):
- Bitale
- Kagunga
- Kalinzi
- Kidahwe
- Mahembe
- Matendo
- Mkigo
- Mkongoro
- Mwamgongo
- Mwandiga
- Mungonya
- Nkungwe
- Nyarubanda
- Kagongo
- Simbo
- Ziwani

## Bevölkerung
Die größte Ethnie sind die Ha, ihr gehören 95 Prozent der Bevölkerung an. Die Bevölkerungszahl stieg von 211.566 im Jahr 2012 auf geschätzt 267.712 im Jahr 2016. Bei der Volkszählung 2022 lebten 222.792 Menschen in 41.728 Haushalten.

## Einrichtungen und Dienstleistungen
- Bildung: Für die Bildung der Jugend stehen 109 Grundschulen und 27 weiterführende Schulen zur Verfügung. Von den Grundschulen sind drei, von den weiterführenden Schulen acht in Privatbesitz.[9]
- Gesundheit: Im gesamten Distrikt gibt es 4 Gesundheitszentren und 39 Apotheken.[9]

## Wirtschaft und Infrastruktur
Die Bewohner des Distriktes leben größtenteils von der Landwirtschaft. Diese produziert so viele Lebensmittel, wie gebraucht werden.
- Landwirtschaft: Im Jahr 2012 waren 97 Prozent der Haushalte mit dem Ackerbau beschäftigt, sogar 98 Prozent hielten Haustiere. Die wichtigsten Anbauprodukte für die Selbstvorsorge waren Mais, Maniok, Bohnen, Süßkartoffeln, Bananen und Erdnüsse. Für den Verkauf wurden auch Kaffee und Melanzani angebaut. Die am häufigsten gehaltenen Nutztiere waren Hühner, Rinder und Ziegen.[10][11]
- Straßen: Die wichtigste Straßenverbindung ist die Nationalstraße T19, die von der Stadt Kigoma nach Norden nach Burundi und nach Osten zur T9 führt. Diese verbindet Mpanda im Süden mit dem Victoriasee im Norden.[12]

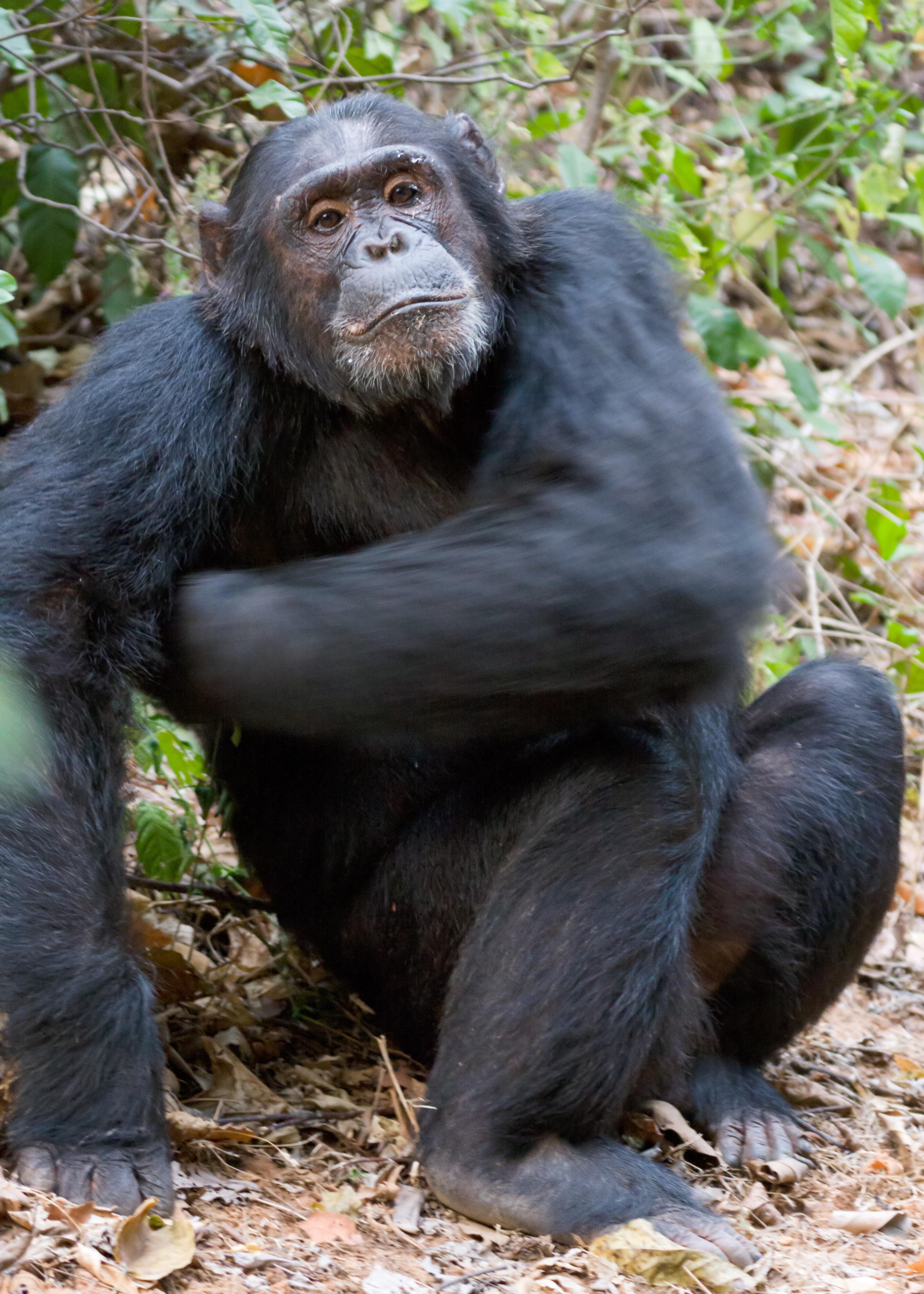
Schimpansenmännchen im Gombe-Stream-Nationalpark.

## Sehenswürdigkeiten
- Gombe-Stream-Nationalpark: Dieser ist mit 52 Quadratkilometer Fläche einer der kleinsten Nationalparks in Tansania. Bekannt wurde er, als die britische Verhaltensforscherin Jane Goodall in den 1960er Jahren hier ihre Studien an Schimpansen durchführte.[13]
- Tanganjikasee: Im Westen grenzt der Distrikt an den mit 660 Kilometer längsten und mit 1436 Meter zweittiefsten See der Erde.[14]

## Politik
Im Distrikt Kigoma wird alle fünf Jahre ein Distriktrat (District council) gewählt. Bei der Wahl im Jahr 2020 wurden Joseph Nyambwe zum Vorsitzenden gewählt.

## Söhne und Töchter
- Hermann Schulz, Schriftsteller, geboren in Nkalinzi